# Nordmakedoniens kommuner
Nordmakedoniens kommuner

- Aerodrom
- Aračinovo
- Berovo
- Bitola
- Bogdanci
- Bogovinje
- Bosilovo
- Brvenica
- Butel
- Čair
- Čaška
- Centar
- Centar Župa
- Češinovo-Obleševo
- Čučer-Sandevo
- Debar
- Debarca
- Delčevo
- Demir Hisar
- Demir Kapija
- Dojran
- Dolneni
- Gazi Baba
- Gevgelija
- Ǵorče Petrov
- Gostivar
- Gradsko
- Ilinden
- Jegunovce
- Karbinci
- Karpoš
- Kavadarci
- Kičevo
- Kisela Voda
- Kočani
- Konče
- Kratovo
- Kriva Palanka
- Krivogaštani
- Kruševo
- Kumanovo
- Lipkovo
- Lozovo
- Makedonska Kamenica
- Makedonski Brod
- Mavrovo i Rostuša
- Mogila
- Negotino
- Novaci
- Novo Selo
- Ohrid
- Pehčevo
- Petrovec
- Plasnica
- Prilep
- Probištip
- Radoviš
- Rankovce
- Resen
- Rosoman
- Saraj
- Sopište
- Staro Nagoričane
- Štip
- Struga
- Strumica
- Studeničani
- Šuto Orizari
- Sveti Nikole
- Tearce
- Tetovo
- Valandovo
- Vasilevo
- Veles
- Vevčani
- Vinica
- Vrapčište
- Zelenikovo
- Želino
- Zrnovci